# شاختيور سوليجورسك
نادي شاختيور سوليجورسك لكرة القدم (بالبيلاروسية: ФК Шахцёр Салігорск) نادي كرة قدم بيلاروسي يلعب في الدوري البيلاروسي الممتاز. تم تأسيس النادي في عام 1961.

## روابط خارجية
- FC Shakhtyor Soligorsk